# Bedburg

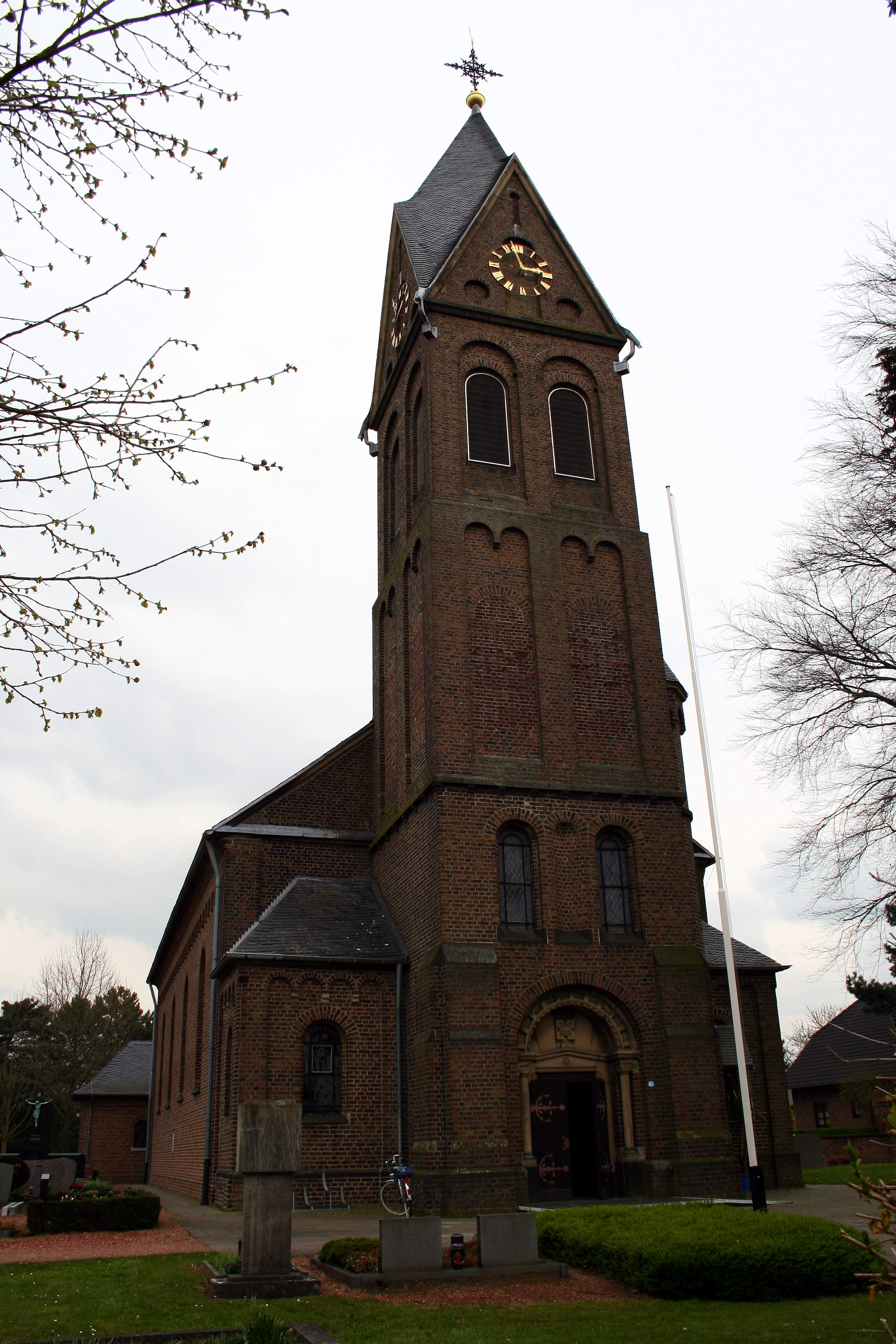
Kościół w dzielnicy Kirchtroisdorf

Bedburg – miasto położone w zachodnich Niemczech, w kraju związkowym Nadrenia Północna-Westfalia, w rejencji Kolonia, w powiecie Rhein-Erft.

## Położenie geograficzne
Bedburg leży w północno-zachodniej części powiatu Rhein-Erft nad rzeką Erft. Wokół miasta odbywa się odkrywkowe wydobycie węgla brunatnego. Miasto znajduje się pomiędzy Kolonią a Akwizgranem. Najbliższym znanym dużym miastem jest położone na północy Mönchengladbach.

## Dzielnice miasta
W skład administracji miasta wchodzą następujące dzielnice:
- Bedburg
- Blerichen
- Broich
- Kaster
- Kirchherten z Grottenherten
- Kirchtroisdorf z Kleintroisdorfem
- Kirdorf
- Königshoven
- Lipp z Millendorfem
- Pütz
- Rath z Garsdorfem

Niektóre z nich były jeszcze do 1 stycznia 1975 samodzielnymi gminami, a nawet miastami.

## Historia

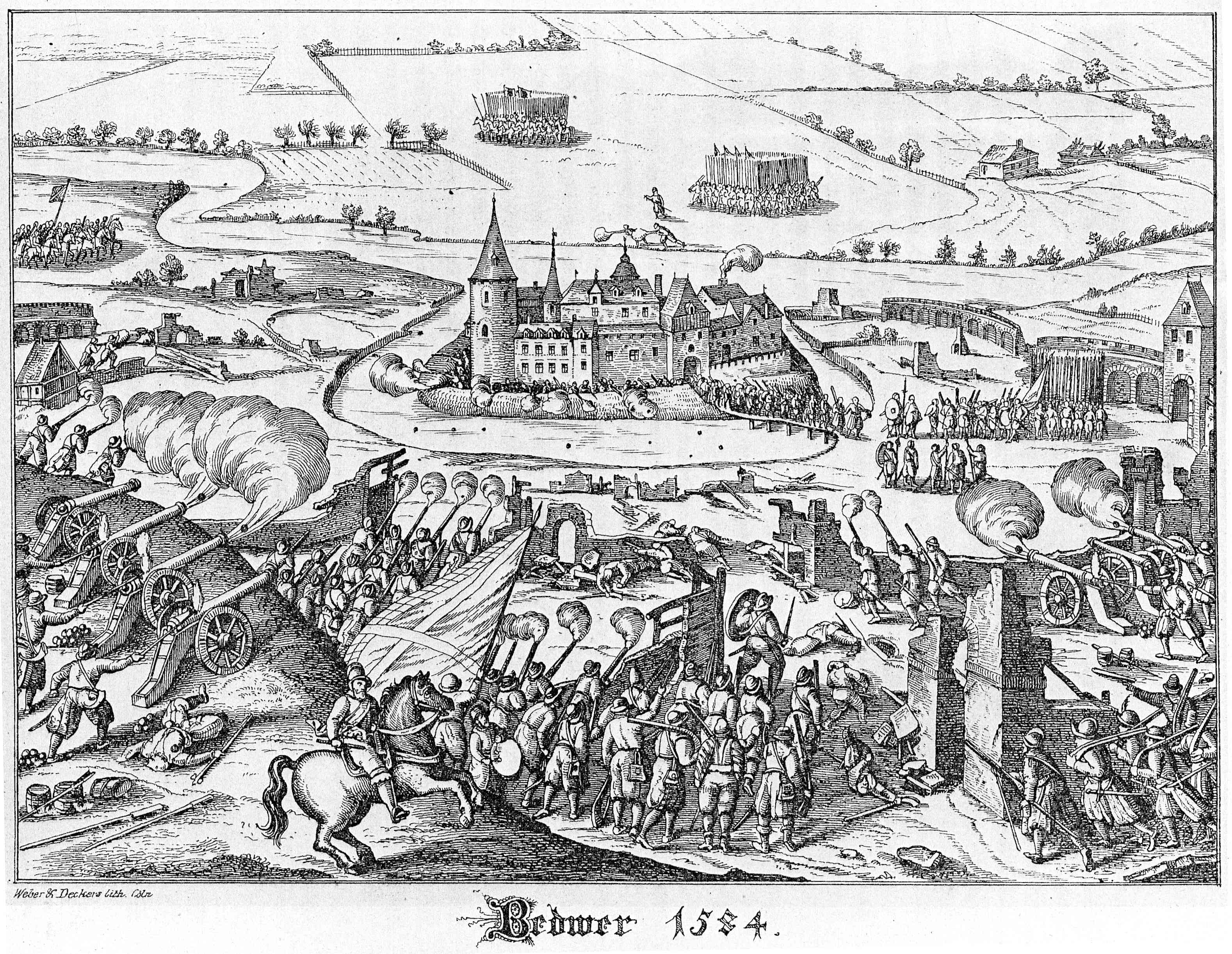
Oblężenie Bedburga przez katolików w 1584

Pierwsze wzmianki pochodzą z 893. Po raz pierwszy określenie miasto padło w 1295. Miasto i okolice były krwawą sceną walk w czasie wojny trzydziestoletniej.

## Współpraca międzynarodowa
- Vetschau/Spreewald
- Brandenburgia[potrzebny przypis]